# Список самых высоких зданий префектуры Кумамото

## Самые высокие здания
В списке приведены небоскрёбы префектуры Кумамото с высотой от 60 метров, основанные на стандартных измерениях высоты. Эта высота включает шпили и архитектурные детали, но не включает антенны радиовышек и башен.
| Рейтинг | Название                          | Фото | Высота м | Высота до крыши | Этажность | Год  | Город    | Примечания  |
| ------- | --------------------------------- | ---- | -------- | --------------- | --------- | ---- | -------- | ----------- |
| 1       | The Kumamoto Tower                |      | 126.83   | 122.33          | 36        | 2011 | Кумамото | [ 1 ]       |
| 2       | Toyoko Inn Kumamoto Station Front |      | 88.15    |                 | 27        | 2007 | Кумамото | [ 2 ]       |
| 3       | D 'Gurafoto Kumamoto Tower        |      | 87.7     |                 | 25        | 2006 | Кумамото | [ 3 ] [ 4 ] |
| 4       | ANA Crowne Plaza Kumamoto New Sky |      | 81.4     |                 | 25        | 1983 | Кумамото | [ 5 ] [ 6 ] |
| 5       | Yukon Tower Higashihoncho         |      | 68.0     |                 | 20        | 2003 | Кумамото | [ 7 ]       |